# 北海道歯科医師会
一般社団法人北海道歯科医師会（ほっかいどうしかいしかい 英称 Hokkaido Dental Association）は、北海道の歯科医師を会員とする法人。略称は道歯会 (どうしかい)。

## 本部所在地
- 〒060-0031 北海道札幌市中央区北1条東9-11

## 郡市区歯科医師会
- 札幌歯科医師会 〒064-0807 札幌市中央区南7条西10
- 函館歯科医師会 〒040-0064 函館市大手町3-3
- 旭川歯科医師会 〒070-0029 旭川市金星町1-1-52
- 空知歯科医師会 〒073-0036 滝川市花月町1-2-26 滝川ホテル三浦華園403号
- 小樽市歯科医師会 〒047-0032 小樽市稲穂2-1-14
- 北見歯科医師会 〒090-0037 北見市大通5-10-2
- 十勝歯科医師会 〒080-0807 帯広市東7条南9-15-3
- 室蘭歯科医師会 〒050-0083 室蘭市東町1-20-26
- 岩見沢歯科医師会 〒068-0024 岩見沢市4条西2-3 フレンズビル3Ｆ
- 釧路歯科医師会 〒085-0826 釧路市城山2-2-15
- 後志歯科医師会 〒046-0004 余市郡余市町大川町15-12-1 佐藤歯科医院内
- 留萌歯科医師会 〒077-0023 留萌市五十嵐町3-2-11 川上歯科歯科内
- 稚内歯科医師会 〒097-0022 稚内市大黒1-6-36 田中歯科南医院内
- 美唄歯科医師会 〒072-0022 美唄市東2条北2-4－3 小森歯科医院内
- 日高歯科医師会 〒058-0205 幌泉郡えりも町大和324 にしかわ歯科医院内
- 苫小牧歯科医師会 〒053-0022 苫小牧市表町1-4-5 日商連ビル3F
- 千歳歯科医師会 〒061-1415 恵庭市泉町24-1 エニケンビル